# Obligațiile contractuale
Obligațiile contractuale se nasc atunci când două persoane încheie un contract, acesta implică de obicei o obligație în două sensuri - una dintre persoane se angajează să furnizeze celeilalte bunuri sau un serviciu și cealaltă se angajează să plătească prețul acelui bun ori serviciu. Fiecare dintre părțile la un contract se obligă față de cealaltă să o despăgubească în cazul în care contractul nu este executat în mod adecvat sau nu este executat deloc.